# Oblastní rada Megilot
Oblastní rada Megilot (hebrejsky מועצה אזורית מגילות) je oblastní rada v Izraeli, nacházející se v Judské poušti poblíž západního pobřeží Mrtvého moři. S šesti izraelskými komunitami a zhruba 1 000 obyvateli se jedná o nejmenší oblastní radu v Izraeli.
Nejvíce obyvatel žijící v této oblastní radě je zaměstnáno v zemědělství a cestovním ruchu. Někteří jsou zaměstnáni v kosmetické společnosti Ahava.
Název rady – „Megilot“ v hebrejštině znamená „svitky“. To odkazuje na skutečnost, že byly v Kumránu nalezeny svitky od Mrtvého moře.

## Komunity v radě
V radě se nachází celkem 6 obcí: 4 kibucy, 1 mošav a 1 jiná komunita.

### Kibucy
- Almog (אלמוג)
- Bejt ha-Arava (בית הערבה)
- Micpe Šalem (מצפה שלם)
- Kalija (קלי"ה)

### Mošav
- Vered Jericho (ורד יריחו)

### Jiná komunita
- Avnat (אבנת)

## Demografie
K 31. prosinci 2014 žilo v Oblastní radě Megilot 1200 obyvatel. Z celkové populace bylo 1200 Židů. Včetně statistické kategorie "ostatní" tedy nearabští obyvatelé židovského původu, ale bez formální příslušnosti k židovskému náboženství jich bylo 1200.
| Rok            | 1983 | 1995 | 2008 | 2009  | 2010  | 2011  | 2012  | 2013  | 2014  |
| -------------- | ---- | ---- | ---- | ----- | ----- | ----- | ----- | ----- | ----- |
| Počet obyvatel | 400  | 700  | 900  | 1 000 | 1 100 | 1 100 | 1 100 | 1 200 | 1 200 |